# Alberto Assirelli
Alberto Assirelli (San Varano, 31 agosto 1936 – Forlì, 1º aprile 2017) è stato un ciclista su strada italiano.
Professionista tra il 1960 ed il 1965, conta la vittoria di una tappa al Giro d'Italia.

## Carriera
Corse per la Legnano, la Fides, la Ignis e la Salvarani, distinguendosi come gregario. Ottenne due vittorie da professionista, la Bologna-Raticosa nel 1960 e una tappa al Giro d'Italia 1962. Fu secondo alla Coppa Bernocchi nel 1960 e partecipò a 5 edizioni del Giro d'Italia e una del Tour de France. È il fratello minore di Nino Assirelli.

## Palmarès
- 1960

Bologna-Raticosa
- 1962

20ª tappa Giro d'Italia (Saint-Vincent > Saint-Vincent)

## Piazzamenti

### Grandi Giri
- Giro d'Italia

1960: 61º
1961: 42º
1962: 20º
1963: 23º
1964: 65º
- Tour de France

1962: ritirato (14ª tappa)

### Classiche monumento
- Milano-Sanremo

1963: 71º
- Giro di Lombardia

1960: 73º
1961: 24º